# Wilfried Arand
Wilfried Arand (* 6. September 1939 in Bremen-Farge) ist ein ehemaliger deutscher Politiker (SPD) und er war Mitglied der Bremischen Bürgerschaft.

## Biografie
Arand war als selbstständiger Fuhr- und später Bauunternehmer bis um 1983 in Bremen tätig.
Er war Mitglied der SPD und im SPD-Ortsverein Farge in den 1970er Jahren bis 1979 Vorsitzender. Von 1972 bis 1975 war er Mitglied im Ortsausschuss Farge des Stadtteilbeirates Bremen-Blumenthal. 1979 wurde gegen ihn nach seiner Niederlegung seines Abgeordnetenmandats ein erfolgloses Parteiausschlussverfahren vom SPD-Unterbezirk Bremen-Nord durchgeführt. Um die 50 Farger SPD-Mitglieder sollen daraufhin die Partei verlassen haben.
Von 1975 bis 1979 war er Mitglied der 9. Bremischen Bürgerschaft und Mitglied verschiedener Deputationen u. a. für Wirtschaft und Außenhandel sowie im Petitionsausschuss. Nachdem er für die nächste Bürgerschaftswahl nicht aussichtsreich nominiert wurde, legte er Anfang 1979 sein Mandat nieder; Klaus-Peter Lörsch folgte ihm als Abgeordneter. In der Bürgerschaft setzte er sich u. a. ein für die Verbesserung der Infrastruktur in Blumenthal (Kanalausbau, B-74-Verlängerung) und erfolglos für die Förderung einer in Notlage geratenen Baufirma in Bremen-Nord. Er war Mitglied im Vorstand des TSV Farge-Rekum.